# Alejandro Montoya Sánchez
Julio Alejandro Montoya Sánchez (Ica, 19 de mayo de 1945) es un ingeniero y político peruano. Fue precandidato presidencial por el Partido Acción Popular a las elecciones generales de Perú también fue diputado de 1980 a 1985 representando a Ica.

## Biografía
Fue elegido diputado por Acción Popular representando a Ica para el periodo 1980-1985.
Fue precandidato presidencial de Acción Popular en las elecciones generales del 2011.Sin embargo su precandidatura no prosperó, ya que Acción Popular se unió a la Alianza Perú Posible.
En noviembre del 2015 también se presentó como precandidato presidencial de Acción Popular. Fue derrotado por Alfredo Barnechea(primer lugar), Mesías Guevara (segundo lugar), Beatriz Mejía(tercer lugar).
En las elecciones regionales y municipales de 2018,se postula como precandidato a gobernador regional;sin embargo no resultó elegido como candidato.